# اچ‌ان‌ال‌ام‌اس اوترخت (۱۸۹۸)
اچ‌ان‌ال‌ام‌اس اوترخت (۱۸۹۸) (به انگلیسی: HNLMS Utrecht (1898)) یک کشتی است که طول آن ۹۴٫۷ متر (۳۱۰ فوت ۸ اینچ) می‌باشد. این کشتی در سال ۱۸۹۸ ساخته شد.